# Naineris grubei
Naineris grubei är en ringmaskart som först beskrevs av Gravier 1908.  Naineris grubei ingår i släktet Naineris och familjen Orbiniidae.
Artens utbredningsområde är Mexikanska golfen. Utöver nominatformen finns också underarten N. g. australis.